# Stef Wertheimer
Stef Wertheimer (hebr.: סטף ורטהיימר, ur. 16 lipca 1926 w Kippenheim, zm. 26 marca 2025) – izraelski polityk, w latach 1977–1981 poseł do Knesetu z listy Demokratycznego Ruchu dla Zmian (Dasz).

## Życiorys
Urodził się 16 lipca 1926 w Kippenheim.
Ukończył szkołę podstawową. W 1937 wyemigrował do stanowiącej brytyjski mandat Palestyny. W 1945 dołączył do Palmachu. W czasie wojny o niepodległość Izraela był oficerem w brygadzie Jiftach.
Został właścicielem kilku przedsiębiorstw i fabryk. Był jednym z założycieli Dasz. W wyborach w 1977 został wybrany posłem. W dziewiątym Knesecie zasiadał w komisjach spraw gospodarczych; spraw zagranicznych i obrony; był także członkiem trzech podkomisji i jednej komisji wspólnej.
14 września 1978 doszło do rozpadu Dasz na trzy ugrupowania. Wertheimer znalazł się w Ruchu na rzecz Zmian i Inicjatywy, który następnie przekształcił się w Szinui – Partię Centrową. 20 lutego 1981 zrezygnował z zasiadania w parlamencie, mandat objęła po nim Stella Lewi.
Zmarł 26 marca 2025.